# 艾蘭湖 (伊利諾伊州)
艾蘭湖（英語：Island Lake）是位於美國伊利諾伊州萊克縣和麥克亨利縣的一個村落。

## 地理
艾蘭湖的座標為42°16′40″N 88°12′03″W / 42.27778°N 88.20083°W，而該地最高點為海拔高度238米（即781英尺）。

## 人口
根據2010年美國人口普查的數據，艾蘭湖的面積為9.28平方千米，當中陸地面積為8.75平方千米，而水域面積為0.53平方千米。當地共有人口8080人，而人口密度為每平方千米870人。